# Artemisia gobica
Artemisia gobica là một loài thực vật có hoa trong họ Cúc. Loài này được (Krasch.) Grubov mô tả khoa học đầu tiên năm 1955.